# Phosphorus (geslacht)
Phosphorus is een kevergeslacht uit de familie van de boktorren (Cerambycidae). De wetenschappelijke naam van het geslacht werd voor het eerst geldig gepubliceerd in 1857 door Thomson.

## Soorten
Phosphorus is monotypisch en omvat slechts de volgende soort:
- Phosphorus virescens (Olivier, 1795)